# Jonadi
Jonadi är en ort och kommun i provinsen Vibo Valentia i regionen Kalabrien i Italien. Kommunen hade 4 333 invånare år 2017.